# Катынь (фильм)
«Ка́тынь» (пол. Katyń) — художественный фильм режиссёра Анджея Вайды о событиях, связанных с Катынским расстрелом. Литературная основа фильма — повесть Анджея Мулярчика «Post Mortem — Катынская повесть» (лат. Post Mortem — после смерти). Вышел на экраны в сентябре 2007 года.

## Сюжет
Сюжет фильма начинается 17 сентября 1939 года и заканчивается осенью 1945 года.
Начало фильма: массы гражданского польского населения-беженцев встречаются на мосту. Одна часть населения движется на восток от немецких войск, а другая часть движется на запад от войск РККА, которые вошли на территорию Западной Белоруссии и Западной Украины. Главная героиня фильма, Анна, узнаёт, где находятся офицеры 8-го Краковского полка улан, где служит её муж, и встречается с ним. Он отказывается бежать с ней и возвращается к своим сослуживцам-офицерам.
В это время прибывает представитель вермахта и передаёт представителю НКВД польских офицеров, среди которых находятся герои фильма. Польских офицеров сотрудники конвойных войск НКВД грузят в арестантские вагоны и увозят на территорию СССР, в Козельский перевалочный пункт НКВД, где размещают интернированных польских военнослужащих, а потом расстреливают.
В фильме фактически четыре главных линии. Это судьбы четырёх польских офицеров и, в первую очередь, судьбы их родственников, которые не знают правды, но догадываются о ней. Это фильм о женщинах, которые ждут, не верят в их смерть и не теряют надежды…

## В ролях
| Актёр                | Роль                                                |
| -------------------- | --------------------------------------------------- |
| Анджей Хыра          | Ежи поручик 8 полка уланов                          |
| Артур Жмиевский      | Анджей ротмистр 8 полка уланов                      |
| Майя Осташевская     | Анна жена Анджея                                    |
| Владислав Ковальский | Ян профессор Ягеллонского университета, отец Анджея |
| Майя Коморовская     | Мария мать Анджея                                   |
| Ян Энглерт           | генерал                                             |
| Данута Стенка        | Ружа жена генерала                                  |
| Агнешка Кавёрская    | Ева дочь Ружи и генерала                            |
| Павел Малашиньский   | Пётр Башковский поручик авиации, авиаконструктор    |
| Агнешка Глиньская    | Ирена сестра Петра                                  |
| Сергей Гармаш        | Попов капитан РККА                                  |
| Олег Савкин          | офицер НКВД                                         |
| Йоахим Пауль Ассбек  | Мюллер офицер СС                                    |
| Ольгерд Лукашевич    | капеллан                                            |
| Кшиштоф Глобиш       | профессор химии                                     |
| Виктория Гонсевская  | Вероника "Ника"                                     |

## История создания
Съёмки фильма начались 3 октября 2006 года, когда Анджею Вайде было 80 лет. Фильм посвящён родителям режиссёра. Его отец — Якуб Вайда — погиб в Катыни.
При подготовке фильма использованы дневники польских офицеров, содержавшихся в Козельском лагере, в частности, майора Адама Сольского. История со свитером, отданным другому военнопленному, описана в дневнике Вацлава Крука.
В фильме использована музыка Кшиштофа Пендерецкого — Вторая симфония и «Чакона памяти Иоанна Павла II» из «Польского реквиема».
Премьера фильма состоялась в Варшаве 17 сентября 2007 года — день ввода советских войск в Польшу в 1939 году. В России премьерный показ фильма состоялся 27 октября 2007 в культурном центре при посольстве Польши в Москве.

## Награды и критика
- Фильм номинировался от Польши на премию «Оскар» 2008 года за лучший иностранный фильм и попал в пятёрку фильмов, претендовавших на премию[11].
- Награда зрителей за лучший фильм на Денверском Международном кинофестивале, 2008.
- В октябре по распоряжению министра обороны Александра Щигло был организован обязательный просмотр фильма военнослужащими Вооруженных сил Польши[12].
- В России фильм получил широкое освещение в прессе и в целом положительные отзывы[13][14][15][16]. В то же время фильм подвергся критике СМИ левой политической ориентации, отрицающих причастность НКВД к Катынскому расстрелу[17][18].